# Achatinella papyracea
Achatinella papyracea foi uma espécie de gastrópodes da família Achatinellidae.
Foi endémica do Arquipélago do Havaí.